# Steve Whitton
Steve Whitton, född 4 december 1960 i London, är en engelsk före detta fotbollsspelare. Han spelade som anfallare. Under sin karriär spelade han i engelska Football League och Premier League, men gjorde också en kortare sejour i Allsvenskan. Han avslutade karriären i Colchester United som han också tränade mellan 1999 och 2003.